# Institución de Estudios Complutenses
La Institución de Estudios Complutenses (IEECC) es una asociación cultural de ámbito comarcal, con sede en Alcalá de Henares (Comunidad de Madrid - España). 

## Historia
La Institución de Estudios Complutenses se fundó el 13 de abril de 1982 por un grupo de intelectuales y estudiosos de Alcalá. Constituida como una asociación civil sin ánimo de lucro, legalmente registrada. Sus objetivos generales incluyen el cultivo de la investigación, difusión del estudio, transmisión del conocimiento y promoción cultural de cuanto atañe al pasado y presente de Alcalá y su tierra.
Edita la revista anual Anales Complutenses, y es uno de los organizadores de los Encuentros de Historiadores del Valle del Henares, que reúne a investigadores de la región y de la Provincia de Guadalajara. Además, se encarga de la edición y publicación de libros y ensayos sobre la ciudad, y organiza ciclos de conferencias sobre diversos aspectos de esta.
Es miembro de la Confederación Española de Centros de Estudios Locales (CECEL). Para cumplir sus objetivos, colabora habitualmente con otras instituciones públicas o privadas, como la Asociación Cultural de Hijos y Amigos de Alcalá de Henares, el Ayuntamiento de Alcalá de Henares, el Centro Internacional de Estudios Históricos Cisneros, el Círculo de Contribuyentes, el Colegio de Abogados de Alcalá de Henares, la Diócesis de Alcalá de Henares, el Parador de Alcalá de Henares o la Universidad de Alcalá, entre otras. 

## Presidentes

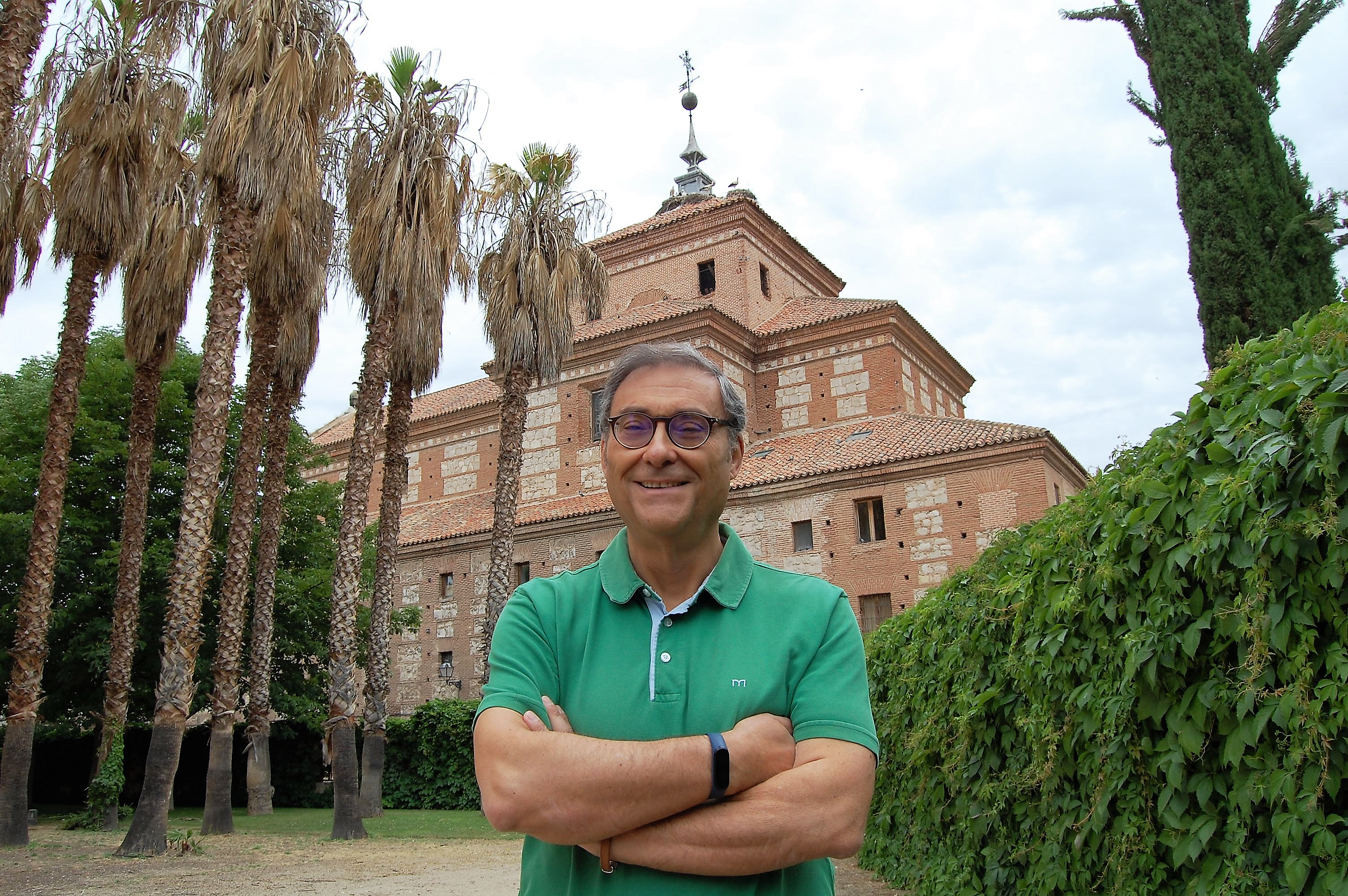
Vicente Sánchez Moltó actual presidenta de la Institución.

| Orden | Período           | Nombre                            | Imagen |
| ----- | ----------------- | --------------------------------- | ------ |
| 1     | 1982 - 1987       | Bartolomé Escandell Bonet         |        |
| 2     | 1987 - 1990       | Ramón González Navarro            |        |
| 3     | 1990 - 1994       | José López Estrada                |        |
| 4     | 1994 - 2009       | Francisco Javier García Gutiérrez |        |
| 5     | 2009 - 2016       | José Luis Valle Martín            |        |
| 6     | 2016 - 2025       | Pilar Lledó Collada               |        |
| 7     | 2025 - actualidad | Vicente Sánchez Moltó             |        |

## Publicaciones
Entre sus últimas publicaciones:

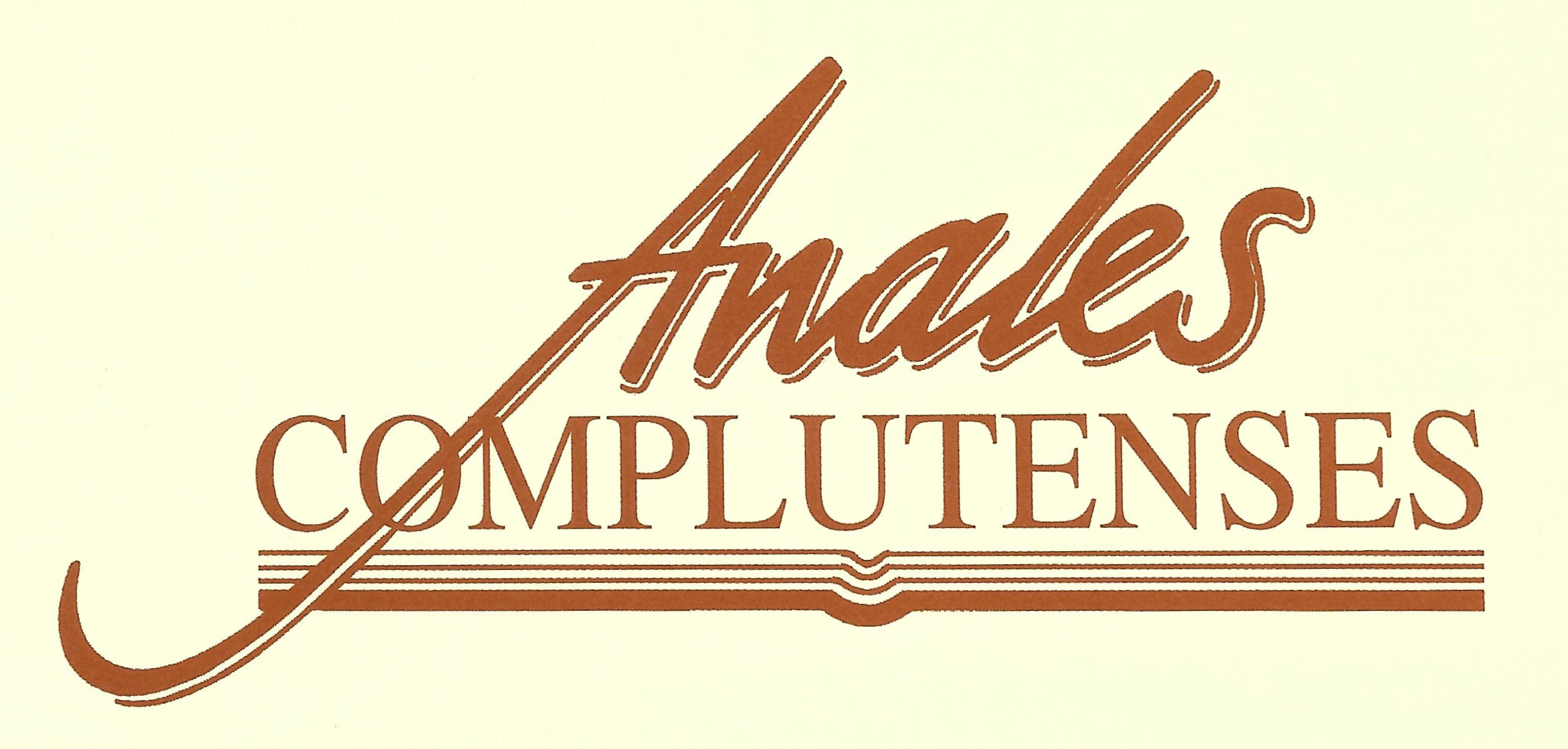
"Anales Complutenses", revista de investigación histórica, publicada desde 1987.

- Valle Martín JL (coordinador). Colegios Menores Seculares de la Universidad de Alcalá. Alcalá de Henares: IEECC, CIEHC, Universidad de Alcalá; 2012. ISBN 978-84-8138-050-7
- VVAA. El patrimonio perdido y expoliado de Alcalá de Henares. Alcalá de Henares: IEECC; 2013. ISBN 978-84-88293-31-2
- VVAA. El Palacio Arzobispal de Alcalá de Henares. Historia y Arquitectura. Alcalá de Henares: IEECC / ARPA; 2014. ISBN 978-84-88293-06-0
- López Torrijos R, Gómez López C, Fernández Fernández A, Llull Peñalba J, Consuegra Gandullo A. Representar la ciudad en la Edad Moderna: 1565. Wyngaerde en Alcalá. Madrid: UNED, Universidad de Alcalá, IEECC; 2015. ISBN 978-84-362-7072-3
- Chamorro Merino G (coordinador). Historia y arquitectura de la Iglesia Magistral de Alcalá de Henares. Alcalá de Henares: IEECC; 2016. ISBN 978-84-88293-34-3
- Sánchez Moltó MV (editor). Miguel de Cervantes (1547-1616). IV Centenario. Alcalá de Henares: IEECC; 2016. ISBN 978-84-88293-36-7
- Sánchez Moltó MV (director). Alcalá de Henares en la revolución de las Comunidades de Castilla (1520-1521). Alcalá de Henares: IEECC; 2021. ISBN 978-84-88293-47-3
- Sánchez Moltó MV (editor). Historia Colectiva de Alcalá de Henares. Alcalá de Henares: IEECC, Ayuntamiento de Alcalá de Henares; 2023. ISBN 978-84-15005-95-7